# 3149 Окуџава
3149 Окуџава (енгл. 3149 Okudzhava) је астероид главног астероидног појаса са средњом удаљеношћу од Сунца која износи 2,248 астрономских јединица (АЈ).
Апсолутна магнитуда астероида је 14,0.